# Iggy Arbuckle
Pour les articles homonymes, voir Arbuckle.
Iggy Arbuckle est une série télévisée d'animation canadienne en 26 épisodes de 22 minutes (52 segments de 11 minutes) créée par Guy Vasilovich et diffusée entre le 29 juin 2007 et le 10 août 2007 sur Télétoon.

## Synopsis
Iggy Arbuckle est un jeune porcin idéaliste qui a pour mission, avec l'aide du castor Jiggers, d’explorer, de protéger et de dresser la carte du parc national du Koukamanga, ainsi que de s’occuper de tous ceux qui marchent, nagent, volent et rampent dans cette zone.

## Voix françaises
- Fabrice Trojani : Iggy Arbuckle
- Laurent Mantel : Jiggers
- Bernard Soufflet : Stu
- Laëtitia Godès : Zoop
- Didier Cherbuy : Spiff
- Céline Ronté : Kira

## Épisodes
1. Iggy contre le volcan
2. Le bonheur est dans le frais
3. Mon royaume pour de la boue
4. Un pivert picore sur un mur
5. Le castor qui voulait être roi
6. Ralliez-vous à mon ronflement
7. L'impossible étoile
8. Parlez-moi des baies
9. Le farceur masqué
10. Pétition impossible
11. Le paradis retrouvé
12. La chance sourit aux audacieux
13. La voie du putois
14. Lavons notre linge en famille
15. Devine qui vient dîner ce soir
16. À l'épreuve de la fourrure
17. Arbres, mensonges et vidéos
18. Tel père tel fils
19. Un ami qui vous veut du bien
20. Le mystère de la mine
21. La licorne des mers
22. Piste fausse
23. Le prince du Koukamanga
24. Voyage au centre du lac
25. La tour infernale
26. L'oiseau du paradis
27. Changement de patron
28. Iggy, le détective
29. Quand les cochons auront des ailes
30. Toucan des neiges
31. Pour l'amour de l'art
32. Un fervent admirateur
33. Les envahisseuses
34. Le rongeur rongé
35. Eurêka, j'ai trouvé !
36. Le fantôme de la pleine lune
37. La chasse au trésor
38. Panne de courant
39. L'appel de la nature
40. Jiggers a mangé Furette
41. Héros malgré lui
42. L'ami du ranger
43. Les deux font la paire
44. La traversée fantastique
45. À la recherche du temps perdu
46. Jour de fête
47. Les papillons contre le vent
48. La sérénade des cactus
49. La visite de la mère de Stu
50. L'arbre de Arbuckle
51. Quand Iggy rencontre Jiggers
52. La journée de congé